# Ana Corradi
Ana María Corradi de Beltrán (sinh ngày 25 tháng 4 năm 1962 tại La Banda, Santiago del Estero) là một chính trị gia người Argentina. Được bầu để chịu trách nhiệm cho Phong trào Santiago, bà là Thượng viện Argentina đại diện cho tỉnh Santiago del Estero và đóng góp phần lớn vào Front for Victory.
Ana Corradi là giáo viên mầm non vào năm 1982 và từ năm 1983 đến năm 1995. Bà tốt nghiệp như là kế toán viên vào năm 1991 của Đại học Công giáo Santiago del Estero và là giám đốc thương mại cho đô thị La Banda từ năm 1992, sau đó là Giám đốc Các kết quả của thành phố từ 1994 đến 1995. Từ năm 1995 đến năm 2003, bà phục vụ với tư cách là một ủy viên hội đồng La Banda trước khi trở về làm chính quyền thành phố, làm thư ký chính phủ 2004-05.
Từ ngày 23 tháng 3 năm 2005, Ana Corradi là một phó tỉnh, phục vụ cho đến tháng 2 năm 2007. Cuối năm đó, bà được bầu vào Thượng viện Argentina và đóng góp Front for Victory chủ yếu bên cạnh các chính trị gia Đảng chính trị. Mặc dù bà đứng thứ hai trong danh sách, nhưng bà là ứng cử viên đầu tiên chịu trách nhiệm của Phong trào Santiago, Héctor "Chabay" Ruiz, thị trưởng của La Banda, đã không mất chức Thượng viện của mình, để lại Corradi để đảm nhận vị trí.